# Tempero Secreto
Tempero Secreto é uma série de televisão, produzida pelo GNT, teve autoria de Jasmin Tenucci, Gustavo Suzuki e Matias Mariani, direção de Pedro Amorim. A primeira temporada foi exibida de 13 de abril a 06 de julho de 2016, em 13 episódios.
Contou com Alessandra Maestrini, Leandro Soares, Natália Lage, Paulo Chun, André Bankoff e Walderez de Barros nos papéis principais.

## Enredo
A ex-publicitária Cecília (Alessandra Maestrini) resolve usar de seus talentos marqueteiros para abrir um restaurante direcionado ao público foodie, cujo prato único é um frango ao molho de um tempero secreto, feito por sua avó, Maroca (Walderez de Barros). Mas um acidente deixa sua avó em coma e, no desespero, Cecília acaba inventando um molho à base de sachê de macarrão instantâneo. Surpreendentemente, o molho é um sucesso. Agora, Cecília e sua equipe terão que sustentar a farsa do suposto “frango caseiro”, enquanto tentam descobrir a receita verdadeira.

## Elenco
| Ator                 | Personagem                  |
| -------------------- | --------------------------- |
| Alessandra Maestrini | Cecília Maia                |
| Walderez de Barros   | Maroca                      |
| Leandro Soares       | Ítalo                       |
| Natália Lage         | Cristina de Bragança (Tita) |
| Paulo Chun           | Tae Hun                     |
| Arthur Kohl          | Mendes                      |
| Fábio Marcoff        | Conrado                     |
| André Bankoff        | Nuno Navarro                |

### Participações especiais
- Danilo Gentili
- Marco Luque
- André Abujamra

## Personagens
- Cecília – tem 35 anos e é formada em Marketing, mas com o fim brusco de sua carreira corporativa vai apostar no frango da vó Maroca como sua nova fonte de sucesso.
- Maroca – é a avó de Cecília e, apesar de nunca ter revelado o segredo do seu prato mais famoso, vai se propor a ajudar a neta.
- Ítalo – tem 32 anos, é chef de cozinha e um desastre ambulante, podendo causar incêndios sérios com gestos simples.
- Tita – idealista e apaixonada pela culinária, Tita tem 28 anos e é uma sous-chef em início de carreira que acredita ser esse o caminho da salvação do mundo.
- Tae-Hun – é um jovem coreano de 20 anos que começou a trabalhar no Dona Maroca porque a vida de bad boy coreano estava entediante e acabou se afeiçoando pela equipe.
- Mendes – é um aposentado de 70 anos no auge de sua carência e solidão e, por ser apaixonado por Maroca, é capaz de qualquer coisa por ela.
- Conrado – é um maître argentino de 50 anos e gay reservado, que controla o salão a mãos de ferro e com sua língua ferina, sempre pronta para dar uma resposta grosseira.
- Nuno Navarro – é um chef conceituadíssimo mundialmente e tem um ego inflado, fazendo com que o sucesso do Dona Maroca lhe desperte muita inveja.

## Episódios
| Temporadas | Temporadas | Episódios | Exibição original   | Exibição original  |
| Temporadas | Temporadas | Episódios | Início de Temporada | Final de Temporada |
| ---------- | ---------- | --------- | ------------------- | ------------------ |
|            | 1          | 13        | 13 de abril de 2016 | 6 de junho de 2016 |

## Ligações Externas
- Site Oficial